# Hylaeus fossifer
Hylaeus fossifer är en biart som beskrevs av Dathe 1995. Hylaeus fossifer ingår i släktet citronbin, och familjen korttungebin. Inga underarter finns listade i Catalogue of Life.